# Pelargonidina
Pelargonidina é um composto orgânico. É um pigmento que faz parte da categoria das antocianina, produzindo uma coloração laranja-avermelhada. está presente em frutas como: morango, acerola, amora, ameixa, bananeira (na planta) entre outras e em flores como a Gerânio.  

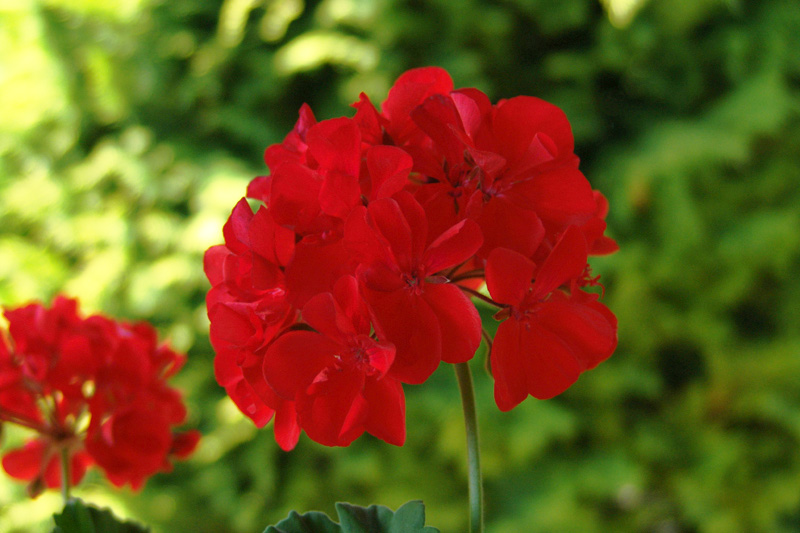
A pelargonidina é um dos principais pigmentos presentes no Gerânio.